# Laura Casarotto
Laura Casarotto (Arese, 10 maggio 1969) è una dirigente d'azienda italiana.

## Biografia
Si è laureata in lettere moderne presso l'Università Cattolica di Milano. Dal 1994 direttore marketing delle reti Mediaset. Dal 3 novembre 2014 è la nuova direttrice di Italia 1, al posto di Luca Tiraboschi, il quale era stato direttore di rete dal maggio 2002. È la prima donna che viene nominata direttore di una rete generalista italiana.